# Dicrostonyx torquatus
Il lemming dal collare paleartico (Dicrostonyx torquatus Pallas, 1778) è un roditore della sottofamiglia degli Arvicolini originario delle regioni settentrionali dell'Eurasia.

## Descrizione
La specie raggiunge una lunghezza testa-tronco di 8,8-14,0 cm, ha una coda di 1,1-2,1 cm e pesa 63-155 g. Il manto estivo, come quello del lemming dal collare neartico, ha un colore di base dal grigio al bruno-grigiastro con sfumature rossastre sulle parti superiori. Le tonalità rossastre si incontrano più frequentemente nella zona occidentale dell'area di distribuzione. A causa della mistura di peli neri, rossi e grigio chiari la pelliccia sembra essere macchiata. La parte inferiore è prevalentemente da marrone chiaro ad arancio-brunastro chiaro. Il collare arancio-brunastro al quale la specie deve il nome non è evidente in tutti gli esemplari. Una linea mediana scura che attraversa il dorso è solitamente più evidente che nel lemming dal collare neartico. Il manto invernale del lemming dal collare paleartico è completamente bianco.

## Distribuzione e habitat
L'areale del lemming dal collare paleartico si estende attraverso le regioni settentrionali e orientali della Russia, dalla penisola di Kanin alla Kamčatka. La specie è presente in molte isole artiche della Russia, ma è assente dalla zona settentrionale della Severnaja Zemlja, dalla Terra di Francesco Giuseppe e dall'isola di Wrangel. Nelle zone montuose questo lemming dal collare si spinge fino ad un'altitudine di 1600 metri. Vive nelle regioni coperte da tundra con cespugli isolati e salici nani. Altre piante tipiche del suo areale sono l'ambretta strisciante (Geum), le graminacee, i carici, i muschi e i licheni.

## Biologia
Come presso gli altri lemming dal collare, i periodi di attività non sono legati a un momento specifico della giornata o della stagione. Il lemming dal collare paleartico scava gallerie nel terreno o nella neve, con una camera adibita a nido del diametro di 11-20 centimetri rivestita con erba, carici o muschio. Di solito il nido viene utilizzato da una coppia.
La dieta della specie comprende grosso modo tutte le specie di piante tipiche del suo areale, fatta eccezione per i licheni, ma essa predilige nutrirsi di bacche, sassifraga e pedicolari (Pedicularis). Il lemming dal collare paleartico predilige solitamente le piante dicotiledoni in estate e in autunno, mentre le piante monocotiledoni predominano in inverno.
Le femmine hanno due o tre nidiate all'anno, delle quali la prima nasce quando il terreno è ancora ricoperto dal manto nevoso. Il periodo di gestazione va da 17 a 21 giorni e ciascuna nidiata può comprendere fino ad un massimo di 12 piccoli. Le nidiate più numerose (in media 8 piccoli) nascono in primavera, mentre in estate esse tendono ad essere un po' meno consistenti. Ogni anno nasce un numero doppio di femmine rispetto a quello dei maschi.

## Conservazione
Complessivamente la specie non è da considerarsi minacciata, e viene pertanto elencata come «specie a rischio minimo» (Least Concern) dalla IUCN. Tuttavia i cambiamenti climatici potrebbero avere effetti negativi sulla sua sopravvivenza a lungo termine. La popolazione della Novaja Zemlja viene classificata come «vulnerabile» (Vulnerable).